# دانشکده هنر ۱۹۹۴
دانشکده هنر ۱۹۹۴ یک فیلم پویانمایی درام چینی محصول سال ۲۰۲۳ به کارگردانی لیو جیان است.  صداپیشه‌گان این فیلم جیا ژانگکه، ژنگ داشنگ، زو لی،  وانگ هونگوی، نوازندگان پنگ لی و رن که، آکادمیک ژو ژیوان و شن لیهویی هستند.
این فیلم برای رقابت برای خرس طلایی در هفتاد و سومین جشنواره بین‌المللی فیلم برلین، جایی که اولین نمایش جهانی آن در ۲۴ فوریه ۲۰۲۳ بود، انتخاب شده‌است

## صداپیشه‌گان
- جیا ژانگکه
- ژنگ داشنگ
- خو لی
- وانگ هونگوی
- پنگ لی
- رن که
- شو ژیوان
- شن لیهوی
- دونگ زیجیان
- ژو دونگیو
- چیزی
- پاپی جیانگ
- هوانگ بو
- بای که
- بی گان
- کوین تسای

## انتشار
این فیلم اولین نمایش جهانی خود را در هفتاد و سومین جشنواره بین‌المللی فیلم برلین در ۲۴ فوریه ۲۰۲۳ به انتشار در‌آمد.